# 石川厚志
石川 厚志（いしかわ あつし、1962年 - ）は、日本の写真家・詩人・臨床心理士。

## 人物
東京都武蔵野市出身、埼玉県在住。東京学芸大学附属小金井中学校、東京都立千歳高等学校、千葉大学、東京写真学園をそれぞれ卒業。日本現代詩人会、日本詩人クラブ、日本写真協会、日本臨床心理士会会員。臨床心理の場に携わる傍ら、自身の家族を中心に写真を撮り、詩など文章を書いている。父は精神科医の石川信義。異母弟にライムスターの宇多丸がいる。また娘の石川晴日は、写真集「てるてるはるひ 父さん晴日を撮る。」にて独特な存在感を放つモデルとして話題となった。

## 著書
- 写真詩集「天使のいない場所」（土曜美術社出版販売）
- 詩集「が　ないからだ」（同上）
- 写真集「てるてるはるひ　父さん晴日を撮る。」（雷鳥社）
- 写真集「父さん、四〇歳詩人になる。五〇歳写真家になる。」（同上）
- 詩集「山の向こうに家はある」（思潮社）

## 写真履歴等
2009年　
- 四季のフォトコンテストキタムラグループ賞受賞
- こどもと読書フォトコンテスト佳作
- 読売写真大賞優秀賞受賞
- 埼玉県議会フォトコンテスト準特選受賞
- マイハピネスフォトコンテスト金賞受賞
- 豊かで住み良い国づくりフォトコンテスト最優秀賞受賞
- 国土交通大臣賞受賞
- 道美展入選
- ローヤルカラーフォトコンテスト銅賞受賞
- アーティストフォト展『自然のキセキ』開催
- 神戸ビエンナーレフォトコンペティション入選
- 光画展入選
- 国民文化祭入選
- 埼玉県議会フォトコンテスト推薦受賞
- 水の写真コンテスト佳作
- キャノンフォトコンテスト推薦受賞
- 全国公募展トミカラー賞受賞
- 全国公募展入選
- あなたのときめきの一瞬フォトコンテスト入賞
- キタムラフォトコンテストキタムラ賞受賞
- ベスト・スマイル・オブ・ザ・イヤー賞最終候補
- 上海万国博覧会日本審査入選
- 読売写真大賞シーズン賞一席受賞

2010年 　
- 写真展『晴日日和』開催
- 読売写真大賞入賞
- 研展入選
- マイハピネスフォトコンテスト銅賞受賞
- こどもと読書フォトコンテスト「デジタルマガジン」賞受賞
- こどもと読書フォトコンテスト「女子カメラ」賞受賞
- 『石川厚志写真展』開催
- キタムラフォトコンテストキタムラ賞受賞
- グループ展『アートな交差点』参加
- 国民文化祭入選
- キタムラフォトコンテスト入賞
- 埼玉県議会フォトコンテスト特選受賞
- 読売写真大賞テーマ部門ニ席受賞
- 写真の学校クリスマスフォトコンテスト優勝
- 全国展入選

2011年 　
- 東京写真月間2011日本写真文化協会賞受賞
- マイハピネスフォトコンテスト佳作
- ハイフォトアワード2011グランプリ受賞

写真集『てるてるはるひ　父さん晴日を撮る。』上梓
- 名古屋パルコ・リブロ名古屋店パネル展開催
- 新聞「日刊ゲンダイ」書評掲載
- 新聞「デーリー東北新聞」書評掲載
- 新聞「岩手日日新聞」書評掲載
- 新聞「信濃毎日新聞」書評掲載
- 時事通信書評各紙掲載
- 雑誌「写ガール」書評掲載
- ブックファースト銀座店マドギャラリーパネル展開催
- 雑誌「月刊ギャラリー」書評掲載
- 雑誌「クーヨン」書評掲載
- 雑誌「カメラマン」書評掲載
- 雑誌「フォトコン」書評掲載
- 雑誌「MＯKU」書評掲載
- 雑誌「Ｐhat photo」書評掲載
- 新聞「太田タイムス」記事掲載

2012年
- 雑誌「週刊新潮」書評掲載
- 三井住友銀行田園調布店写真展開催
- 須原屋「てるてるはるひフェア」開催
- 雑誌「CＡPA」書評掲載
- ラジオＮＨＫさいたま放送「日刊！さいたま〜ず」ゲスト出演
- HP「プチおすすめサイト」掲載
- 雑誌「フォトガール」書評掲載
- 雑誌「カメラマン」“気鋭の写真家60人”特集掲載
- 会報「日本写真協会会報」掲載
- 雑誌「メンズ・リー」“子どもといっしょに何しよう？”特集掲載
- CANON EOS Kiss X6i　広告掲載

FB「明治安田生命マイハピネスフォトコンテスト」掲載
- カメラのキタムラ「キタムラニュース」掲載
- 東京都人権プラザ特別展展示
- 熊谷元一写真賞コンクール阿智村賞受賞

2013年
- カメラのキタムラ「卒業フォトブック」パンフレット掲載
- 雑誌「エデュー」表紙＆特集掲載
- 雑誌「エデュー」掲載
- 雑誌「日本カメラ」掲載

2014年
- カメラのキタムラ「卒業フォトブック」パンフレット掲載
- ムック本「女の子の育て方」（小学館）特集掲載
- 雑誌「エデュー」表紙掲載
- 雑誌「エデュー」掲載
- 日本詩人クラブ詩画書展展示

2015年
- 写真集『父さん、四〇歳詩人になる。五〇歳写真家になる。』上梓
- 雑誌「フォトテクニックデジタル」書評掲載
- 雑誌「フォトテクニックデジタル」“身近な人を撮る写真家たちに学ぶ”特集掲載
- ジュンク堂池袋本店パネル展開催
- 毎日新聞書評掲載
- 北海道新聞書評掲載
- 南九州新聞書評掲載
- 時事通信書評各紙掲載

2016年
- 雑誌「クロワッサン」インタビュー掲載
- ギャラリーCOMEYA『石川厚志写真展』開催

2017年
- 雑誌「ＰＨＰスペシャル」連載（「光と影とシアワセと」）
- ムック本「怒らないですむ子育て」（水島広子著/小学館）写真担当

2018年
- 小学館サイト「はぐくむ」写真担当

## 詩履歴等
2009年
- 詩のボクシング神奈川本大会出場
- ベンズカフェ朗読
- ウエノポエトリカンジャム朗読
- コスモス文学新人賞入賞
- 詩と思想新人賞入選
- 写真詩集「天使のいない場所」上梓

2010年
- 詩と思想新鋭
- コスモス文学新人賞入賞
- 日本詩人クラブ朗読
- 詩のボクシング神奈川本大会出場
- ベンズカフェ朗読
- 新宿ゴールデン街フラッパー「詩と朗読と音楽と」（ひろ新子共演）朗読
- ＢＳジャパン「小林麻耶の本に会いたい」出演
- 詩のフェスタひょうご入選
- 現代詩賞三次候補
- 詩と思想新人賞候補
- 詩集「が　ないからだ」上梓

2011年
- 日本詩人クラブ新人賞最終候補
- Ｈ氏賞最終候補
- 埼玉文芸賞準賞受賞
- 鮎川信夫賞一次候補
- 日本現代詩人会朗読
- 日本詩人クラブ朗読
- 花セミナー朗読
- 秩父七夕祭ストリートパフォーマンス朗読
- 「詩と思想」エッセイ
- コスモス文学新人賞入賞
- 詩のフェスタひょうご入選
- 伊藤静雄賞佳作
- 詩と思想新人賞候補
- 福田正夫賞最終候補

2012年
- ＮＨＫさいたま放送「日刊！さいたま〜ず」朗読
- 藤浪理恵子絵画展朗読会朗読
- はすとばら朗読会朗読
- 日本詩歌句協会賞受賞
- 詩と思想新人賞入選
- 詩と思想研究会年間最優秀作品

2013年
- 日本詩歌句協会中部大会奨励賞受賞
- 白鳥省吾賞本審査候補
- スカイパーフェクトＴＶ「ライブ！エッジー3.11後の言葉とはー」出演
- 中原中也「音と言葉のコラージュ」開催・朗読
- クロコダイル朗読会朗読
- 詩の虚言朗読会朗読
- はすとばら「春の詩と演奏会」朗読
- 「詩と思想」エッセイ
- かなざわ現代詩コンクール優秀賞受賞
- 国民文化祭笛吹市実行委員会会長賞受賞
- 詩と思想新人賞候補
- 世田谷文学賞二席受賞

2014年
- 詩と思想詩誌評年間担当
- 日本詩歌句協会中部大会入選
- 白鳥省吾賞本審査候補
- スカイパーフェクトＴＶ「ライブ！エッジー寺* * 山修司トリビュート」出演
- ふるさとの詩コンクール佳作
- フェスタ東京2014選者賞受賞
- 日本詩人クラブ「詩界」エッセイ
- 「詩と思想」エッセイ
- 「詩と思想」巻頭詩
- 「埼玉文芸」巻頭詩
- 詩と思想新人賞候補
- 埼玉詩人会朗読
- 板橋詩人連盟朗読

2015年　
- 岐阜県文芸祭入選
- 白鳥省吾賞本審査候補
- 「詩と思想」巻頭詩
- 埼玉詩人会朗読
- はすとばら「詩と音楽の夕べ」朗読
- 前橋ポエトリーフェスティバル朗読
- かなざわ現代詩コンクール優秀賞受賞
- 国民文化祭南九州市教育委員会教育長賞受賞
- 詩と思想新人賞候補
- 島崎藤村文芸祭特選受賞

2016年
- 白鳥省吾賞優秀賞受賞
- 宮澤章二賞受賞
- 花セミナー朗読

2017年
- 雑誌「ＰＨＰスペシャル」連載（「光と影とシアワセと」）
- 日本詩歌句協会中部大会優秀賞受賞
- 白鳥省吾賞本審査候補
- 埼玉詩人会朗読
- 前橋ポエトリーフェスティバル朗読
- かなざわ現代詩コンクール入選
- 国民文化祭入選
- 世田谷文学賞佳作

2018年
- 日本詩人クラブ朗読
- 日本詩歌句協会中部大会優秀賞受賞
- 白鳥省吾賞本審査候補
- 埼玉詩人会朗読
- 前橋ポエトリーフェスティバル朗読
- 詩集「山の向こうに家はある」上梓